# Stibeutes calderonae
Stibeutes calderonae is een insect dat behoort tot de orde vliesvleugeligen (Hymenoptera) en de familie van de gewone sluipwespen (Ichneumonidae). De wetenschappelijke naam van de soort werd voor het eerst geldig gepubliceerd door Bordera & Hernandez-Rodriguez in 2004.
De soort is waargenomen in Groot-Brittannië, Oostenrijk, Italië en het zuidoosten van Spanje.